# Кавдин
Кавди́н (лат. Caudinus, мн. ч. Caudini) — прозвище (агномен) некоторых древних римлян из ветви Лентулов рода Корнелиев.
Прозвище получено Луцием Корнелием Лентулом после взятия города Кавдиума (или покорения племени кавдинов) во время войны в Лукании против частей армии царя Пирра и его союзников самнитов и луканов.

## Известные носители
- Луций Корнелий Лентул Кавдин — консул 275 года до н. э.
- Луций Корнелий Лентул Кавдин — консул 237 года до н. э., великий понтифик
- Публий Корнелий Лентул Кавдин — консул 236 года до н. э.
- Публий Корнелий Лентул Кавдин — претор